# هیلما هوکر
هیلما هوکر (به انگلیسی: Hilma Hooker) یک کشتی بود که طول آن ۷۱٫۷۸ متر (۲۳۵ فوت ۶ اینچ) بود. این کشتی در سال ۱۹۵۱ ساخته شد.